# Долгов, Александр Владимирович (писатель)
Алекса́ндр Влади́мирович Долго́в (род. 7 мая 1956, Ленинград) — российский писатель-прозаик, автор нескольких художественных книг, посвящённых Виктору Цою. С 1991 по 2008 год — рок-журналист, основатель и главный редактор журнала «Fuzz», одного из ведущих музыкальных изданий России. Член Союза писателей Санкт-Петербурга. С 2016 года — капитан 3-го ранга в отставке. Ветеран подразделений особого риска.

## Биография
Родился в семье офицера флота[уточнить]. В раннем детстве побывал на острове Сахалин[значимость факта?]. До середины 1966 г. жил и учился в Риге, после чего вернулся вместе с семьёй в Ленинград. Несколько лет подрабатывал манекенщиком в Ленинградском доме моделей. В пятнадцать лет поступил в Ленинградское Нахимовское военно-морское училище (ЛНВМУ), которое успешно закончил в 1973 году.

### Служба в ВМФ (1973—1992)
В 1973 году продолжил обучение в Высшем военно-морском инженерном училище им. Ф. Э. Дзержинского, готовившем офицеров для советского атомного подводного флота. После окончания училища по распределению попал на Северный флот. Служил в Гремихе, в 41-й дивизии подводных лодок командиром группы на атомном подводном ракетоносце «К-450» проекта «667Б» (1978—1986). Участник восьми боевых служб в Северной Атлантике и Арктике, включая два длительных подледных похода в высоких широтах Северного Ледовитого океана.
Будучи увлечённым меломаном, стал одним из первых популяризаторов рок-музыки на флоте — коллекционировал пластинки и магнитофонные записи, выступал с лекциями, проводил дискотеки для моряков-подводников.
В 1986 году продолжил службу в Ленинградском Нахимовском военно-морском училище в должности офицера-воспитателя. Участвовал в трех военных парадах на Красной площади в Москве (в том числе и в 120-м, последнем в истории СССР, посвященном 73-й годовщине Октябрьской революции и прошедшем 7 ноября 1990 года), командуя одной из парадных рот нахимовцев. Продолжая увлекаться роком, проводил на общественных началах факультатив по рок-музыке для воспитанников, уделяя особое внимание их эстетическому воспитанию.
Осенью 1988 года начал сотрудничать с газетой «Советский моряк», в которой появились первые публикации Долгова на темы рок-музыки.
В феврале 1992 года уволился в запас. 

### Семья
Женат. Имеет дочь от первого брака и троих детей от второго брака.

## Журнал «Fuzz» (1991—2009)
Мысль создать собственный печатный орган, посвященный рок-музыке, появилась у Долгова в декабре 1990 года. Первый номер нового рок-издания вышел в свет 2 марта 1991 года — эта дата считается днём рождения журнала. Однако в первые годы своего существования это был не журнал, а газета, выпускавшаяся в технике высокой печати. Первоначально газета называлась «Rock-Фуз», затем «Rock Fuzz», сочетая в своём названии всем понятное слово «рок» с наименованием электронного эффекта, придающего звуку гитары громкость и мощь. Первый номер вышел тиражом 5000 экземпляров, его себестоимость составила полторы тысячи рублей в ценах 1991 года. В печать тиража Долгов частично вложил собственные сбережения, а часть денег взял в долг.
«Военный в третьем поколении, бывший офицер-подводник, Долгов всем укладом флотской жизни был приучен к мысли, что лгать и кривить душой на борту ядерной субмарины не только безнравственно, но и смертельно опасно. Этот принцип капитан 3 ранга запаса перенес и в музыкальную журналистику, которой начал заниматься с 1991 года».
Газета «Rock Fuzz» постепенно увеличивала количество страниц, со временем перешла на цветную печать и в июне 1996 года приобрела журнальный формат; название издания при этом сократилось до «Fuzz». К своему 10-летнему юбилею в 2001 году «Fuzz» стал одним из самых авторитетных музыкальных журналов России.

### «Премия Fuzz»
В апреле 1997 года Долгов воплотил в жизнь ещё одну свою смелую идею, проведя в петербургском Дворце спорта «Юбилейный» первое награждение российских рок-музыкантов премией журнала «Fuzz» и выступив в качестве продюсера этого фестиваля. На премию издания ежегодно номинировались многие отечественные артисты, исполняющие самую различную музыку. В разное время на «Премии Fuzz» выступали «АукцЫон», «Аквариум», «ДДТ», «Мумий Тролль», «Tequilajazzz», «Сплин», «Король и Шут», Земфира, «Ленинград», «БИ-2», «Ночные Снайперы», «Пилот», «Пикник», Пелагея, «Агата Кристи», «Ария», «Браво» и многие другие.
За всю историю существования журнала было проведено двенадцать церемоний, самая масштабная из которых состоялась в 2006 году — она прошла одновременно на двух аренах ДС «Юбилейный» и собрала 12 тысяч зрителей.

### Закрытие журнала «Fuzz»
В конце 2000-х годов Долгов активно занимался поиском инвесторов для дальнейшего развития издания. В результате этих поисков летом 2008 года новым учредителем и издателем журнала стала петербургская компания «РаГрад». Следствием произошедших перемен явилось заметное снижение участия самого Долгова в жизни издания, фактически ограниченного только творческими вопросами.
Мировой финансовый кризис внес коррективы в планы новых издателей, которые к началу 2009 года приняли решение прекратить выпуск журнала на бумаге и в дальнейшем сосредоточиться на продвижении его электронной версии в интернете. Вся редакция во главе с Долговым — за исключением двух редакционных сотрудников, занятых разработкой будущего сайта — была уволена. Таким образом, февральский номер за 2009 год, вышедший 25 января (185-й по счету), стал последним номером в 18-летней истории журнала «Fuzz».

## Литературное творчество
Писать прозу Долгов пробовал, ещё учась в школе, но первые завершённые рассказы появились в середине 1980-х, когда он перевелся с Северного флота в Ленинград и служил в Нахимовском училище. Долгов пытался публиковать свои рассказы, рассылая их по редакциям литературных журналов, но безуспешно. Один из этих рассказов, написанный в 1988 году и называвшийся «Эйч-Эм-Ар», Долгов в дальнейшем опубликовал под псевдонимом в газете «Rock Fuzz» (№ 9, 1993 год). Рассказ повествовал о злоключениях подростка-металлиста. Отклики читателей, опубликованные в одном из следующих номеров, были как положительными, так и резко критическими. В последующие годы существования газеты (журнала) «Fuzz» Долгов рассказы не писал, полностью погрузившись в рок-журналистику и редакторскую деятельность.

### Отдельные произведения

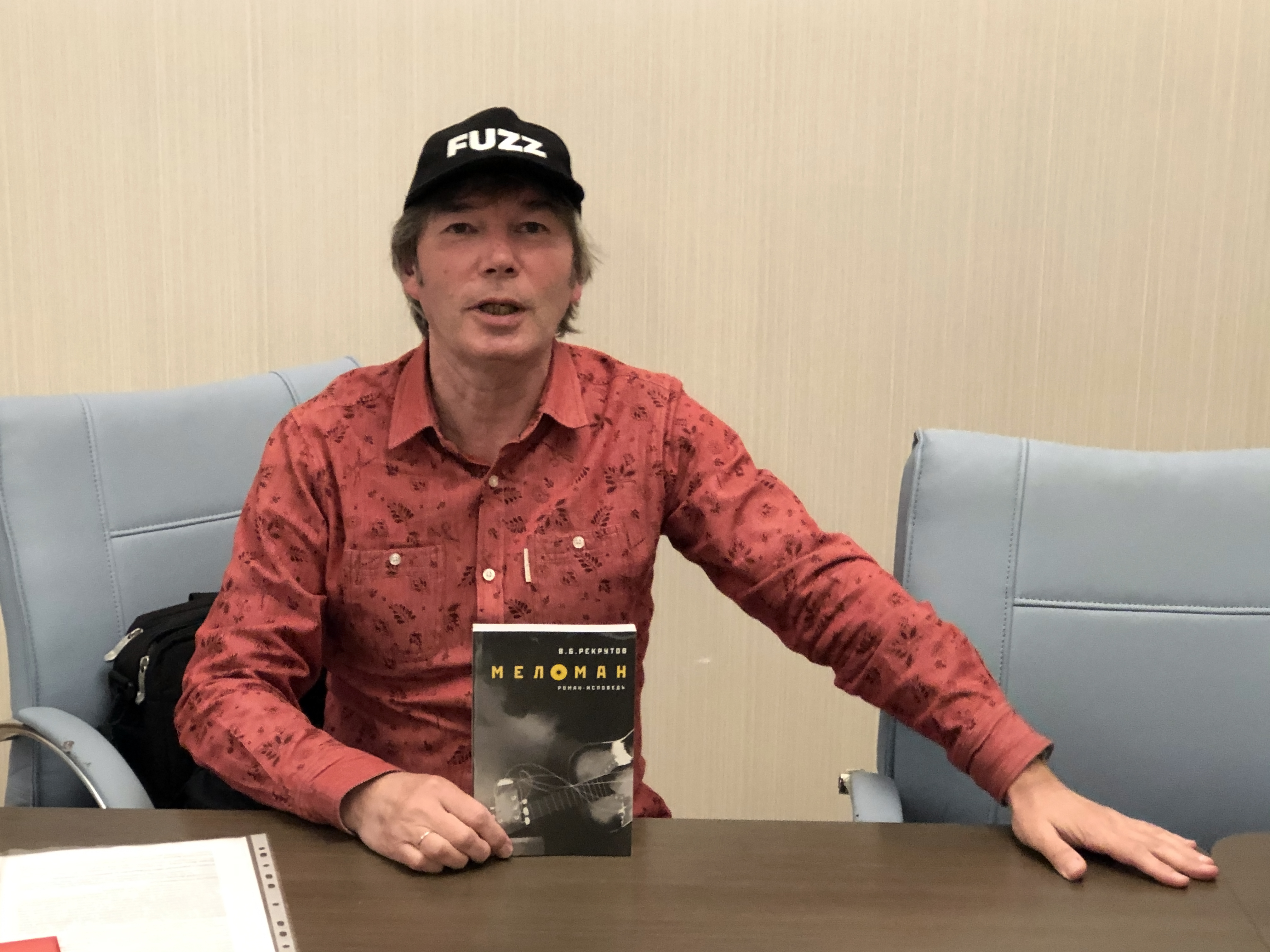
Александр Долгов на презентации своей книги «Меломан» в офисе ТАСС 26 мая 2021 г.

В 2005 году Долгов написал киносценарий в жанре альтернативной истории «Цой. Черный квадрат». События в киносценарии развиваются в параллельном мире, где Виктор Цой остался жив и стал рок-звездой в Японии. Киносценарий был издан отдельной брошюрой в качестве специального приложения для подписчиков журнала «Fuzz». Осенью 2008 года этот киносценарий был выпущен в книжном формате петербургским издательством «Амфора». В книгу, носившую такое же название «Цой. Черный квадрат», вошли одноимённая киноповесть и многочисленные интервью, которые на протяжении десяти лет Долгов брал у людей, близко знавших Виктора Цоя. Книга была проиллюстрирована рисунками художника Алексея Вайнера, выполненными в комиксовой манере.
В 2011 году тем же издательством была выпущена книга Долгова «Шевчук. Белый квадрат» — документальная новелла о совместной поездке автора с группой ДДТ в 2008 году в Прибалтику.
После закрытия журнала «Fuzz» Долгов решил попробовать свои силы в крупной прозе, задумав написать большую книгу «Судьба меломана», где в романном ключе[что?] была бы отображена история русского рока. На создание романа ушло четыре года, книга также планировалась к выходу в издательстве «Амфора», но так и не вышла по причине закрытия издательства из-за банкротства в 2016 году.
В 2010 году Долгов задумал также создать большой роман о путешествиях во времени с целью спасения Виктора Цоя, выдержанный в традициях хронофантастики, однако работа над «Судьбой меломана» в то время не позволила за него взяться, поэтому автор ограничился написанием первоначального синопсиса. Первая часть будущего романа была выпущена в виде повести «Рижский клуб любителей хронопортации» издательством «Геликон Плюс» в августе 2017 года. Кроме повести, в издание были включены два ранних рассказа Долгова и набросок ещё одного сценария, написанный также в форме рассказа. После выхода в свет этой книги Долгов стал членом Санкт-петербургского отделения Союза писателей. Полностью новый роман, который в итоге получил название «Спасти Цоя, или Клуб путешественников во времени», был дописан Долговым в марте 2020 года и выпущен в августе того же года издательством «Эксмо» («Бомбора») к 30-летию со дня гибели Виктора Цоя. Презентация романа состоялась в санкт-петербургском пресс-центре ТАСС 13 августа 2020 года и прошла в онлайн-формате из-за ограничений, связанных с коронавирусом. В пресс-конференции также принял участие прототип одного из персонажей книги, друг Виктора Цоя Игорь «Пиночет» Покровский.
Весной 2020 года по мотивам ранее изданных книг «Цой. Черный квадрат» и «Рижский клуб любителей хронопортации» Долгов написал сценарий видеоигры «Спасти Цоя» (нелинейный квест для смартфонов).
Весной 2021 года роман «Судьба меломана» был выпущен петербургским издательством «Пальмира» под названием «Меломан». Книга вышла под псевдонимом: её авторство приписано некоему Вадиму Борисовичу Рекрутову — поклоннику рок-музыки и корреспонденту журнала «Fuzz», трагически погибшему в августе 2008 года. В повествование вплетены подлинные события из истории журнала. В качестве второстепенных героев книги выступают многие известные музыканты: Юрий Шевчук, Сергей «Чиж» Чиграков, Лёха Никонов и другие. Презентация романа состоялась в санкт-петербургском пресс-центре ТАСС 26 мая 2021 года в онлайн-формате при участии петербургских рок-музыкантов Олега Гаркуши и Евгения Фёдорова.